# Abraham Brodersson (tjurhuvud)

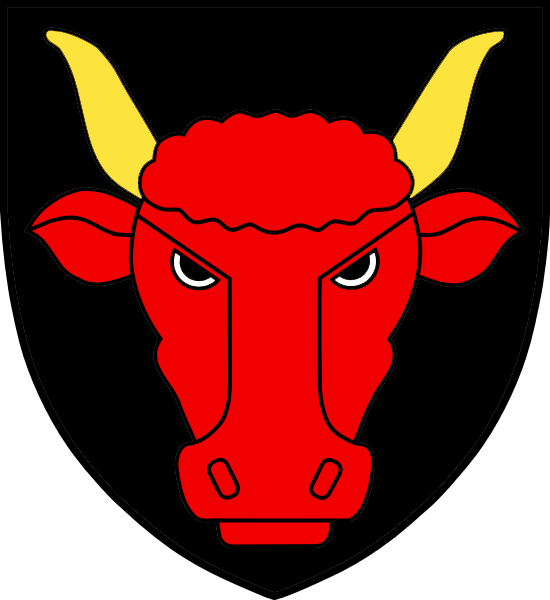

Abraham Brodersson (tjurhuvud), död 1410 var riddare och riksråd på drottning Margaretas och Erik av Pommerns tid. Han omtalas första gången 1380, stod högt i gunst hos de båda och var under Kalmarunionen en framgångsrik befälhavare. Hans politiska och militära insatser belönades så rikligt att han kom att bli en av de förmögnaste i unionen, så rik att han kunde låna ut stora belopp åt danska kronan. Mot slutet av sin levnad ägde han 200 gårdar och byar i södra Sverige, i Finland och på Själland.
Sina rikedomar skaffade han sig på olika sätt. På borgen Piksborg i sjön Bolmen i Småland residerade slottsherren Ebbe Pik. När han dog gifte sig Abraham Brodersson med änkan och kom på det sättet över hennes gårdar i Finnveden. Flera andra gårdar tog han över genom att hota ägarna med våld om de inte sålde till honom för en summa han själv bestämde. På det sättet övertog han gården Karlsbol i Småland från dess ägare adelsmannen Filip Bonde. Först flera år efter Abraham Broderssons död fick Filip Bonde tillbaka sin gård. Han nämndes flera gånger tillsammans med både Jep (Jacob) Muus och riddaren Nils Jönsson (Svarteskåning), som begge var av hansastäderna beskylld för sjöröveri. Det var en tid när drottning Margreta satte press på hansastäderna, och alla tre blev riddare mer eller mindre under samma period.  
När de svenska stormännen ville göra sig av med Albrekt av Mecklenburg hölls ett möte med Danmarks och Norges drottning Margareta i Dalsland. En av undertecknarna av det upprättade Dalaborgstraktaten år 1388 var Abraham Brodersson, som efterträdde året efter som hövitsman vid Varberg slott. Traktatet följdes av striderna mot kung Albrekt, och i februari 1389 vid Åsle mosse utanför Falköping då kung Albrekt togs tillfånga och avsattes. Även om det inte är känt om Abraham Brodersson deltog i slaget vid Åsle, blev han straks därefter dubbad till riddare. Det blev dock inte slutet på kriget, 1393–1394 ledde Abraham Brodersson belägringen av Stockholm och de Albrektvänliga borgarna i staden.
I november 1403 skickades unionens krigsflotta till Gotland för att återta ön från Tyska Orden, som gjort sig herrar efter att ha kastat ut Vitaliebröderna. Befälhavare var Abraham Brodersson, Algot Månsson Sture och Sven Sture. Krigsföretaget misslyckades militärt, men efter stor blodutgjutelse uppnåddes en överenskommelse genom Gotlands lösen. Den gick ut på att unionen mot 9000 engelska nobler fick återköpa Gotland. Åren 1403–1405 var han hövitsman på Kalmar slott, och tillfogade därmed, efter Varberg slott, en annan viktig militär knutpunkt i unionstidens Skandinavien.
Under unionstidens envisa och prestigefyllda krigspolitik i Holsteinfrågan var också Abraham Brodersson inbegripen. Under ett för honom ödesdigert anfall på Sønderborgs slott, förgrep han sig på en försvarslös ung kvinna. Att stillestånd rådde för tillfället gjorde inte saken bätte, och han fördes inför Erik av Pommerns domare och dömdes till svärdet. Det kom lägligt – den rike militären hade blivit ett potentiellt hot även för kungen.
Abraham Broderson var gift  första gången 1382 med Merete (Märta) Pedersdotter Dudde, dotter till Peder Dudde och tidigare fru till riddaren Ebbe Pik till Rossared och Alafors. De fick endast en dotter, Birgitte Abrahamsdotter, som gifte sig med Jens Eskildsen Falk till Vallø. I tur och ordning hade de två döttrar, Kirsten Jensdatter Falk, som gifte sig med Henning Podebusk i ätten Podebusk, och Karen Jensdatter Falk, som gifte sig för första gången med Oluf Axelsen (Tott), och blev mor till Birgitte Olufsdotter (Tott) till Hammerstad, och andra gången gift med Ture Stensson (Bielke) till Åkerö, och därigenom också blev mor till Birgitta Turesdotter (Bielke), gift med den senare kung Karl Knutsson (Bonde). Abraham Brodersen var andra gången gift med Cecilie (Sidsel) Nielsdatter Jernskæg, men de hade inga barn. Strax efter hans död var drottning Margrethe på Varberg slott, där hon gjorde en inventering: i skattkammaren var bland annat 2 stora silverpokaler, 24 silvermugg och lika många silverskålar, och i kistar fanns inte mindre än 2400 engelska dubbel dukater och 400 mark i Stralsund och Greifswald mynt. Hela denna förmögenhet delades upp i två lika stora delar, till respektive änkan och dottern.
Drottning Margareta lät uppföra ett kapell med altare i Lunds domkyrka, där skulle hållas mässor för såväl hans själ som för hennes.